# Mold (Gemeinde Rosenburg-Mold)
Mold ist ein Ort auf dem Gebiet der gleichnamigen Katastralgemeinde der Gemeinde Rosenburg-Mold im Bezirk Horn in Niederösterreich. Auf dem Katastralgemeindegebiet befindet sich außerdem noch der Kirchweiler Maria Dreieichen. Die Ortschaft Mold hat 351 Einwohner (Stand 1. Jänner 2025).

## Geographie
Der Ort liegt 3 km südöstlich der Bezirkshauptstadt Horn an der Horner Straße (B4). Die Seehöhe in der Ortsmitte liegt bei 302 Metern. Die Fläche der Katastralgemeinde umfasst 12,78 km².

## Postleitzahl
In der Gemeinde Rosenburg-Mold finden mehrere Postleitzahlen Verwendung. Der Ort Mold hat die Postleitzahl 3580. Die zur Katastralgemeinde Mold gehörende Kirchsiedlung Maria-Dreieichen hat die Postleitzahl 3744.

## Bevölkerung

### Religion
Die überwiegende Mehrheit der Bevölkerung ist römisch-katholisch. Der Ort besaß bis um 1550 eine eigene Pfarre und wurde nach der Reformation auf die Pfarren Horn und Riedenburg aufgeteilt. Seit 1783 gehört Mold zur Pfarre Maria Dreieichen. Im Dorfzentrum befindet sich eine kleine Ortskapelle.

### Bevölkerungsentwicklung
| Jahr      | 1830 | 1846 | 1869 | 1951 | 1971 | 1991 | 2001 | 2011 |
| --------- | ---- | ---- | ---- | ---- | ---- | ---- | ---- | ---- |
| Einwohner | 432  | 416  | 527  | 427  | 422  | 379  | 404  | 331  |

## Geschichte

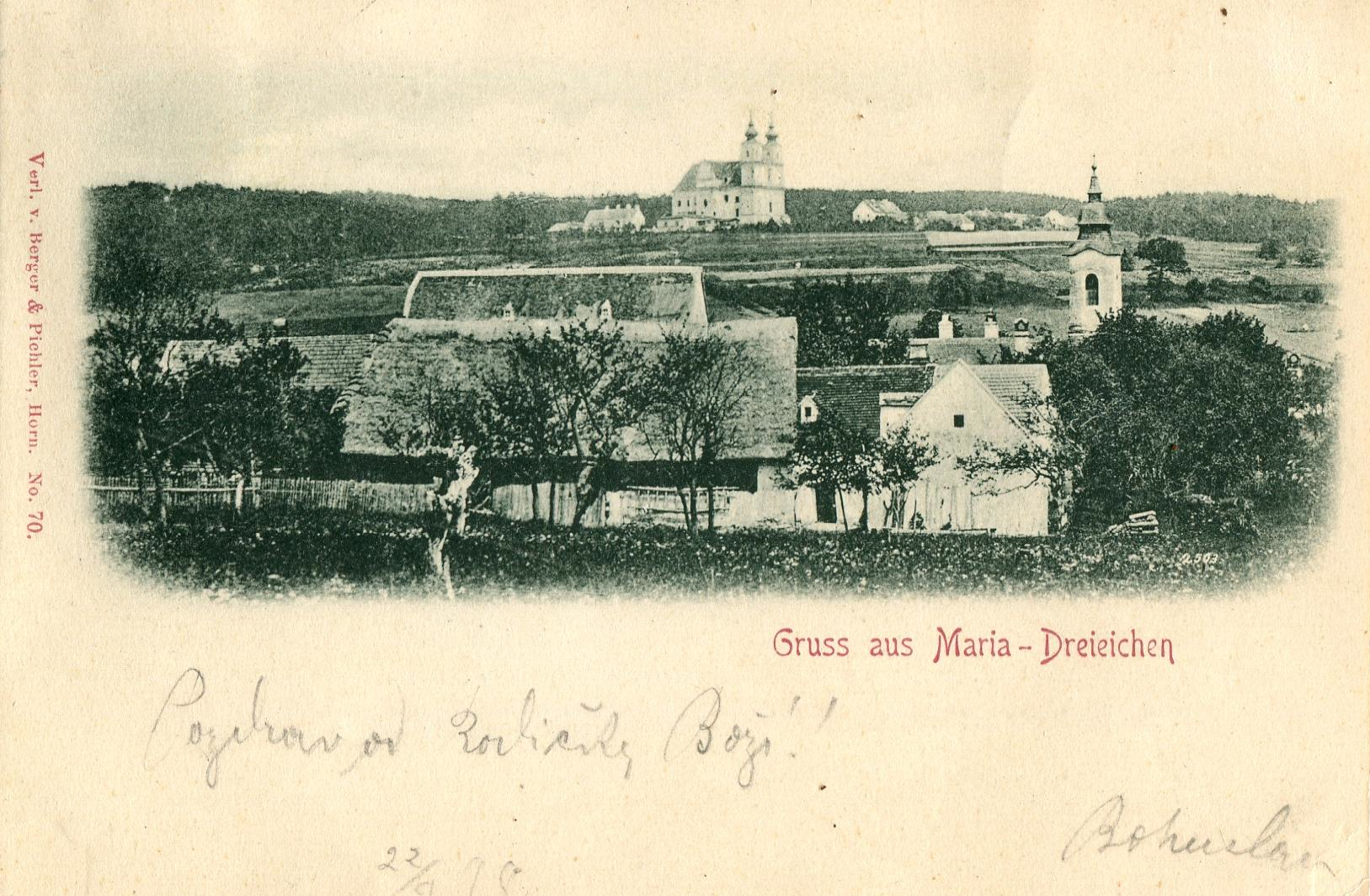
Blick auf Mold und Maria Dreieichen, Ansichtskarte um 1898

Das Gebiet von Mold war bereits in der Jungsteinzeit besiedelt. In Mold wurden zwischen 1995 und 2007 bei mehreren Grabungen bedeutende Funde zur Linearbandkeramik gemacht. Der Ort wird 1122 erstmals als Besitz eines Hugo von Mold, der am Ort einen befestigten Adelssitz besaß, erwähnt. 1663 gelangte dieser Edelsitz an den Besitzer der Rosenburg, Vinzenz Muschinger, 1663 an die Herrschaft Wildberg. Reste der Burganlage wurden 1870 abgerissen. Im Dezember 1680 starben mehrere Bewohner Molds an der Pest. Während der Napoleonischen Kriege brannten marodierende französische Soldaten mehrere Häuser des Ortes nieder.

1938 wurden die benachbarten Orte Mörtersdorf und Zaingrub nach Mold eingemeindet. Zum 1. Januar 1967 vereinigten sich die Gemeinden Mold mit Maria-Dreieichen, Mörtersdorf und Zaingrub zur Gemeinde Mold. Die Gemeinde Rosenburg-Mold entstand 1971 durch die Zusammenlegung der Gemeinden Rosenburg mit Stallegg und Mold.

In jüngster Zeit, zuletzt im August 2010, war Mold von Überflutungen, die schwere Schäden verursachten, betroffen.

## Kultur und Sehenswürdigkeiten
- Basilika Maria Dreieichen

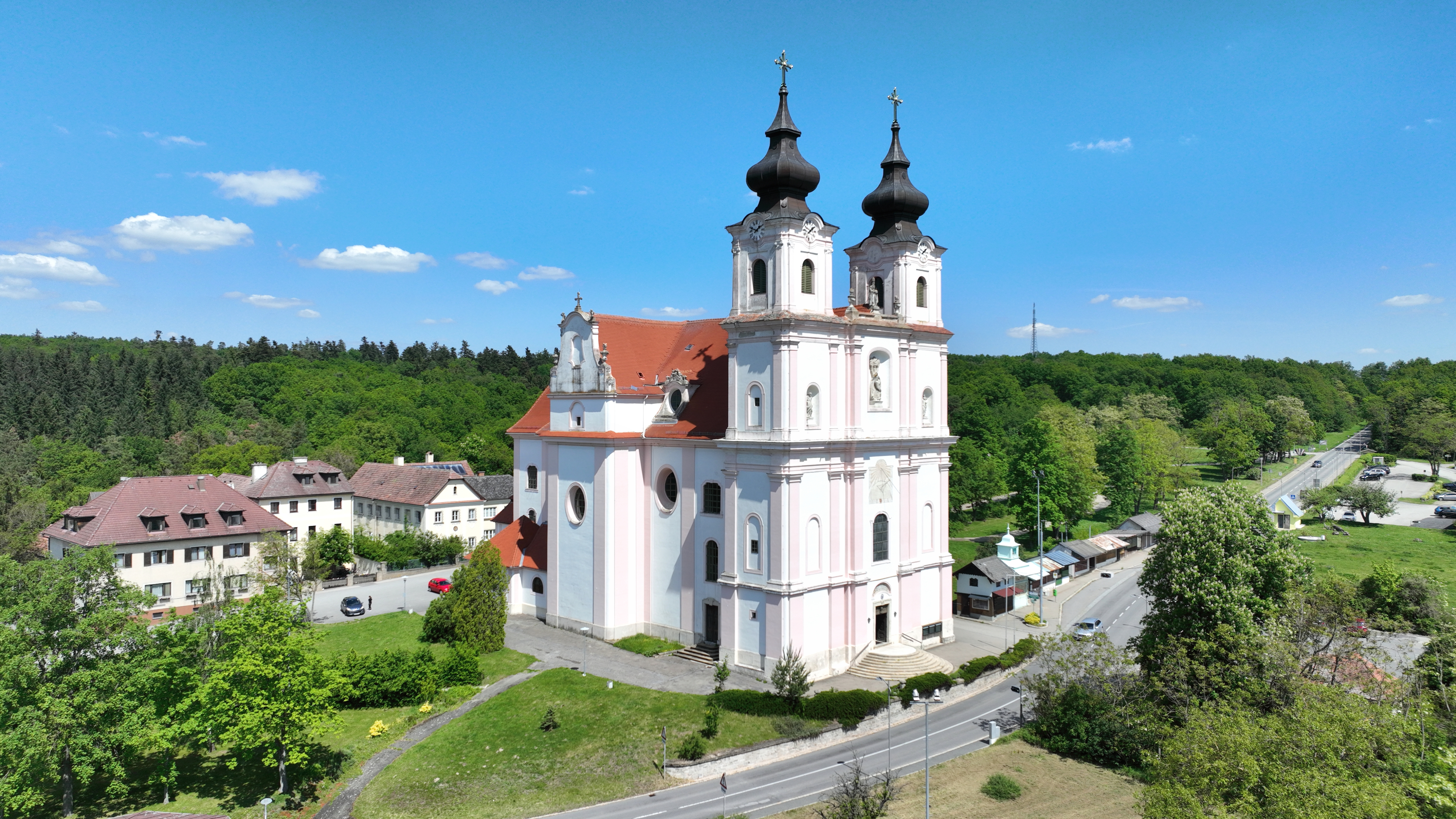
Wallfahrtskirche Maria Dreieichen

- Teufel- oder Riesenstein, ein Ortswahrzeichen, das sich heute im verbauten Gebiet von Mold befindet und an das sich Sagen knüpfen. Wahrscheinlich stand diese Steinplatte einst in Beziehung zur Wallfahrt nach Maria Dreieichen. Dieser Dreieichenstein dürfte ähnlich zu verstehen sein wie der Taferlstein von Maria Taferl oder der Zeichenstein von Sonntagberg. Er ist auch auf den Ursprungsbildern von Maria Dreieichen abgebildet.[9][10]

## Wirtschaft und Infrastruktur

### Unternehmen
- Bauernmarkt in Mold[11]
- Maschinenring Niederösterreich-Wien[12]

### Bildungseinrichtungen
- Kindergarten[13]
- Bildungswerkstatt der NÖ Landes-Landwirtschaftskammer[14]

### Weitere Einrichtungen
- Gemeindeabfallwirtschaftsverband Horn in Mold[15]
- Bezirksbauernkammer Horn in Mold

### Verkehr
Mold liegt an der Horner Straße (B4). Das Linienbusunternehmen PostBus fährt in Mold mehrere Haltestellen der Linien 635 (Horn – Korneuburg), 1026 (Raabs an der Thaya – Wien-Praterstern) und 1036 (Zwettl – Wien-Praterstern) an. Der Ort liegt an der Kamptalbahn. Die Bedarfshaltestelle Mold wurde 1991 aufgelassen. Die nächstgelegenen Bahnhöfe der ÖBB sind Rosenburg und Horn NÖ an der Kamptalbahn.

## Bedeutende in Mold geborene oder hier wirkende Menschen
- Johann Ernst von Hoyos-Sprinzenstein (1779–1849) starb nach einem Reitunfall in Mold.
- Josef Strommer (1903–1964), Landtags-, Bundes- und Nationalratsabgeordneter, wurde in Mold geboren.